# Ahai-Talsperre
Die Ahai-Talsperre (chin. 阿海水电站, Hanyu  Pinyin āhǎi shuǐdiànzhàn, dt. Wasserkraftwerk Ahai) ist eine in Bau befindliche Talsperre mit einer Walzbeton-(RCC)-Gewichtsstaumauer am Jinsha Jiang (chin. Bezeichnung für den Oberlauf des Jangtsekiang) im Kreis Yulong, Präfektur Lijiang, Provinz Yunnan in der Volksrepublik China. Sie steht etwa 5 km von der Mündung des Cuiyu entfernt.
Das Wasserkraftwerk wird mit fünf Francis-Turbinen mit je 400 MW Nennleistung ausgestattet, was einer Gesamtleistung von 2000 MW entspricht. Damit können jährlich schätzungsweise 8,887 Milliarden Kilowattstunden Strom generiert werden.
Im Dezember 2011 begann der Einstau des Reservoirs und 2012 soll der erste Generator in Betrieb gehen. Die Baukosten betragen 13,6 Milliarden Renminbi oder 2 Milliarden US-Dollar.